# Guioa hospita
Guioa hospita là một loài thực vật thuộc họ Sapindaceae. Đây là loài đặc hữu của Papua New Guinea.